# Broken Hearts of Broadway

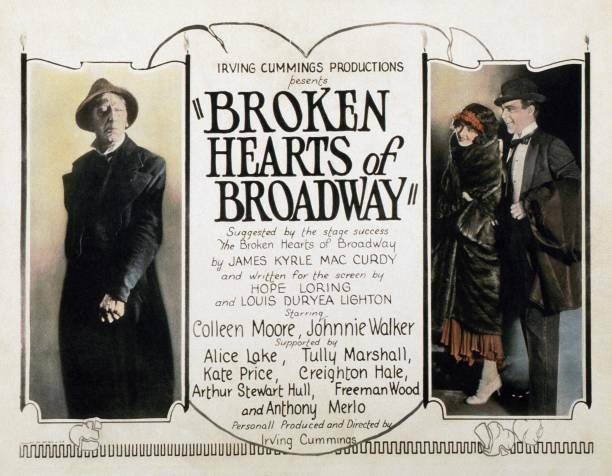
Tarjeta de propaganda de la pel·lícula

Broken Hearts of Broadway és una pel·lícula muda dirigida per Irving Cummings i protagonitzada per Colleen Moore, Johnnie Walker i Alice Lake. Inspirada en l’obra de teatre homònima de James Kyrle McCurdy, es va estrenar el 26 d’agost de 1923.

## Argument
Mary Ellis és una nena del camp que arriba a Nova York i aconsegueix feina com a corista. Aviat es queda sense feina per rebutjar les atencions del propietari de l'espectacle. George, un compositor, es fa amic d’ella i li aconsegueix feina en un cabaret xinès. Per culpa d'una combinació de circumstàncies, Mary és acusada falsament de l'assassinat de l'amic del propietari de l'espectacle. Mary és alliberada gràcies als esforços de George, que es converteix en el seu marit. Tots dos tenen èxit quan George escriu una exitosa obra de teatre, protagonitzada per Mary, basada en les seves experiències.

## Repartiment
- Colleen Moore (Mary Ellis)
- Johnnie Walker (George Colton)
- Alice Lake (Bubbles Revere)
- Tully Marshall (Barney Ryan)
- Kate Price (Lydia Ryan)
- Creighton Hale (un fracassat)
- Tony Merlo (Tony Guido)
- Arthur Stuart Hull (Barry Peale)
- Freeman Wood (Frank Huntleigh)